# 앨리스 머튼
앨리스 머튼(Alice Merton, 1993년 9월 13일 ~ )은 영국을 기반으로 활동하는 독일계 캐나다인 싱어송라이터이다. 머튼은 데뷔 싱글 〈No Roots〉로 대중적인 성공을 거두었다. 2017년에는 동명의 첫 익스텐디드 플레이를 발매했으며, 2019년에는 정규 앨범 《Mint》를 발매했다. 두 번째 정규 앨범 《S.I.D.E.S.》는 2022년에 발매되었다.

## 어린 시절
앨리스 플로렌스 클라리사 머튼은 1993년 9월 13일 독일 프랑크푸르트에서 독일인 어머니와 아일랜드 태생 아버지 사이에서 태어났다. 머튼의 가족은 광산 컨설턴트인 아버지의 직업 때문에 자주 이사했다. 생후 3개월이 되었을 때, 머튼은 코네티컷주로 이사했다. 그 직후, 그들은 오크빌 (온타리오주)로 이주하여 13살 때까지 성장했으며, 그곳에서 클래식 피아노와 노래를 배웠다. 그 후 그녀의 가족은 뮌헨으로 이사했다. 머튼이 독일로 돌아오면서 독일어를 배우게 되었고, 이로 인해 어릴 적에는 매년 한 번만 보던 독일인 할머니와 대화할 수 있게 되었다. 독일에서 머튼은 첫 곡을 작곡하고 독일어 고등학교를 다녔으며, 졸업 후 영국으로 이주했다.
머튼은 어린 시절 오크빌 (온타리오주), 코네티컷주, 뉴욕주, 뮌헨, 본머스, 런던, 베를린 등 여러 도시를 옮겨 다니며 자주 이사했다. 머튼은 성장 과정을 통해 캐나다, 영국, 독일, 그리고 어머니가 살았던 프랑스와 연결되어 있다고 말했다. 2013년에 그녀는 만하임의 Popakademie Baden-Württemberg에서 작곡과 작사에 대한 학사 학위를 취득하기 위해 학업을 시작했으며, 미래 밴드 멤버들을 만났다.

## 경력

### 2015–2017년: 《The Book of Nature》, 〈No Roots〉, 주류 음악계 성공
머튼은 파렌하이트의 2015년 앨범 《The Book of Nature》에서 작곡가이자 가수로 처음 주목을 받았다. 2016년 11월 14일 함부르크에서 어쿠스틱 팝 부문에서 재능 있는 신인들을 위한 연례 홍보상을 수상했다.
베를린으로 이주한 후, 머튼과 머튼의 매니저 폴 그라우빈켈은 음반 레이블 페이퍼 플레인 레코드 인터네셔널을 설립하고 2016년 말에 〈No Roots〉를 발매했다. 이 노래의 가사는 "내 집이 있는 곳은 한 곳도 없다"는 머튼의 느낌에서 영감을 받았다. 하이프 머신과 스포티파이의 글로벌 바이럴 50 차트에서 이 노래는 1위에 올랐으며, 곧 여러 라디오 방송국의 "Hit Play" 목록에 포함되었다. 이 노래는 NBC TV 시리즈 《더 블랙리스트》의 5x09 에피소드에도 수록되었다.

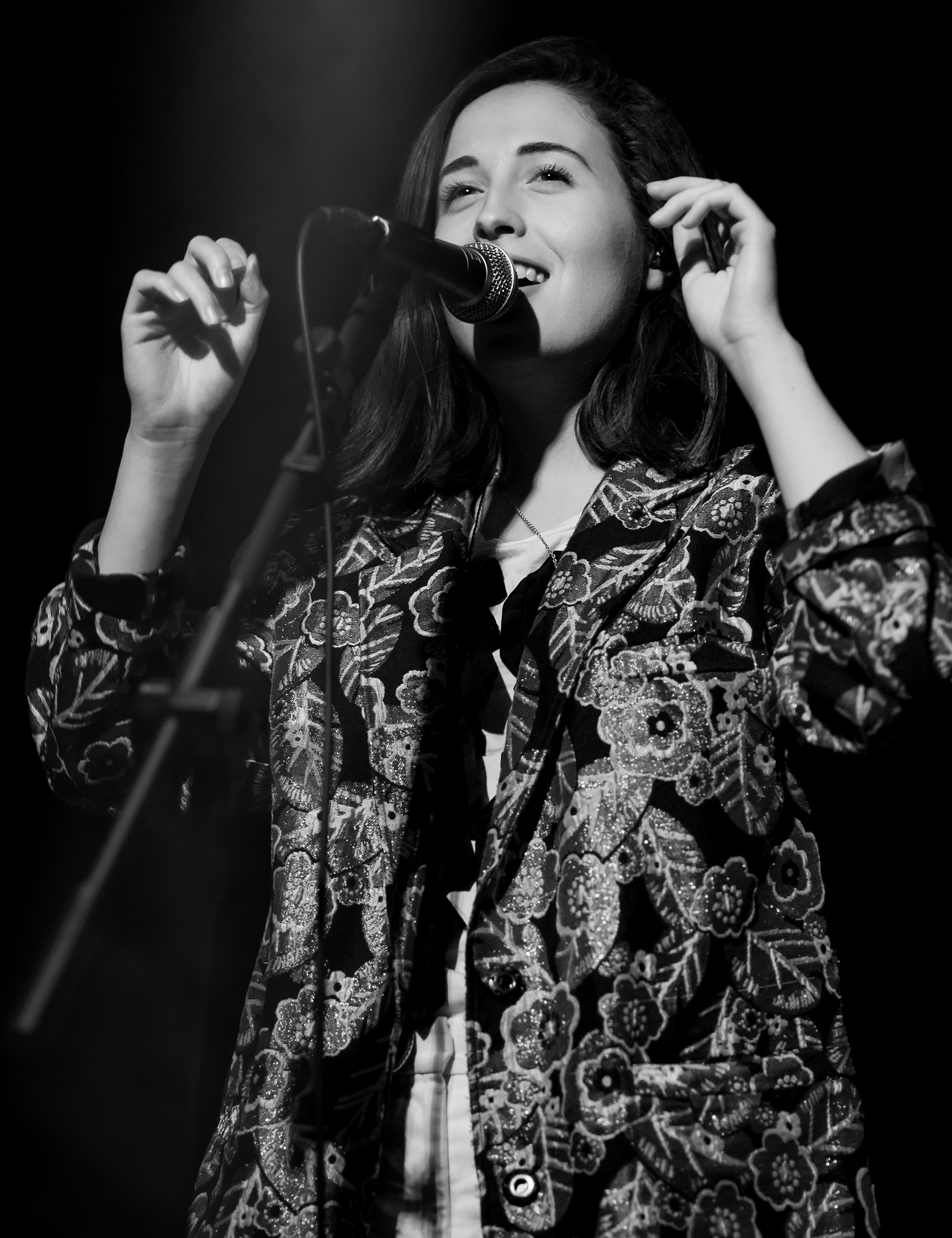
2017년 로스앤젤레스에서 라이브 공연 중인 앨리스

이 성공을 바탕으로 머튼은 2017년 2월 3일 첫 EP인 《No Roots》를 정식 발매했다. 〈No Roots〉는 프랑스 차트에서 1위, 독일 차트에서 2위, 오스트리아에서 3위, 스위스에서 25위, 미국 얼터너티브 라디오 차트에서 1위를 차지했다. Vodafone Germany는 이 노래를 광고에 포함하기도 했다. 머튼은 2017년 8월 미국 내 마케팅을 위해 맘 + 팝 뮤직과 계약했으며, 2017년 8월 2일 새로운 음반사에서 두 번째 싱글 〈Hit the Ground Running〉을 발매했다.
2017년 6월 10일 빈에서 열린 Life Ball에서 공연했으며, 그 해 말에는 독일 전역을 순회하며 보세와 Philipp Poisel 등의 오프닝 공연에 출연했다. 2017년 말에는 2018년 European Border Breakers Award를 수상했다.

### 2018–2020년: 《Mint》
2018년 9월 7일, 머튼은 데뷔 앨범 《Mint》의 두 번째 싱글 〈Why So Serious〉를 발매했다. 이후 두 곡의 다른 싱글을 더 발매했으며, 앨범은 2019년 1월 18일에 발매되었다. 세 번째 공식 싱글 〈Funny Business〉는 11월 30일에 발매되었다. 이 싱글의 비디오는 1월 9일에 공개되었다. 또한, 이 날 앨범의 새로운 곡 〈Homesick〉을 발매했다.
머튼은 2018년 9월 28일에 발매된 싱글 〈Half As Good As You〉에서 영국 싱어송라이터 톰 오델과 듀엣을 했다. 2019년 2월 1일, 머튼은 《Mint》 다큐멘터리의 제작 과정 중 첫 번째 부분을 공개하고 2019년 4월 미국 콘서트 투어를 발표했다.

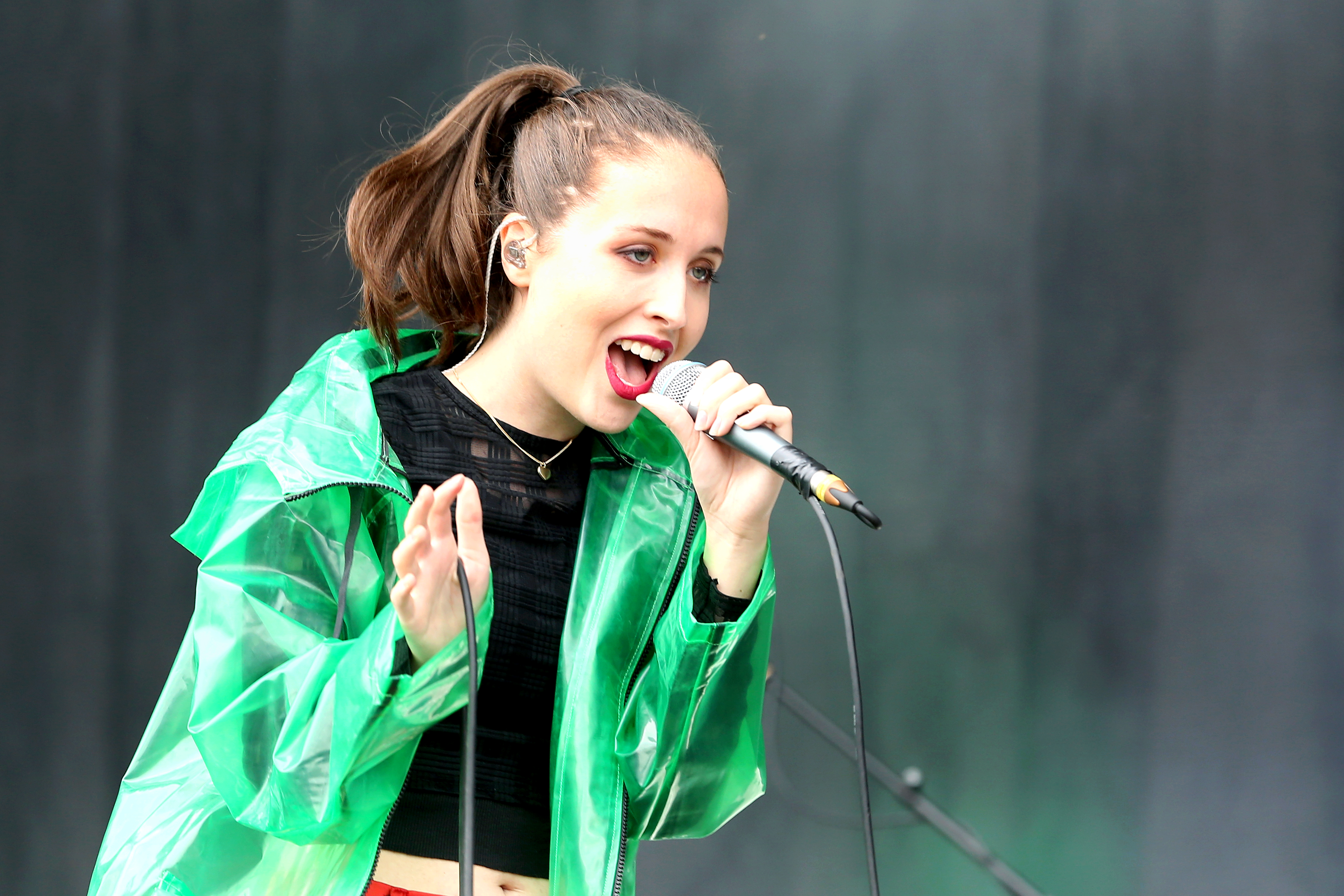
2019년 사우스사이드 페스티벌]라이브 중인 앨리스 머튼

2019년, 머튼은 《더 보이스 오브 저머니》의 아홉 번째 시즌에서 코치로 활동했으며 클라우디아 엠마누엘라 산토소와 함께 시리즈 우승을 차지한 최초의 여성 코치가 되었다.
2019년 10월 18일, 머튼은 4개의 추가 곡(〈Back to Berlin〉, 〈PCH〉, 〈Easy〉, 〈Keeps Me Awake〉)이 수록된 앨범 《Mint》를 재발매했다. 이후 2020년 초, 독일, 오스트리아, 체코, 덴마크를 순회하며 이 새로운 곡들과 이전 앨범의 곡들을 불렀다.

### 2021년–현재: 《S.I.D.E.S.》
2021년 4월 8일, 머튼은 〈Vertigo〉를 발매했다. 9월 9일에는 더블 싱글인 〈Hero〉와 〈Island〉를 발매했으며, 이 두 곡은 모두 머튼의 다가오는 정규 2집 《S.I.D.E.S.》에 수록되었다. 머튼은 2022년 2월 23일에 앨범 이름과 트랙리스트를 공개했다. 해당 앨범에는 15곡이 수록될 예정이며, 이 중 6곡은 이미 발매되었다. 틱톡에서 머튼은 다음 곡 〈Same Team〉이 2022년 3월 4일에 발매될 것이라고 밝혔다. 이후 2022년 4월에는 다음 싱글 〈Blindside〉를, 마지막으로 2022년 5월에는 〈Love Back〉을 발매했다.

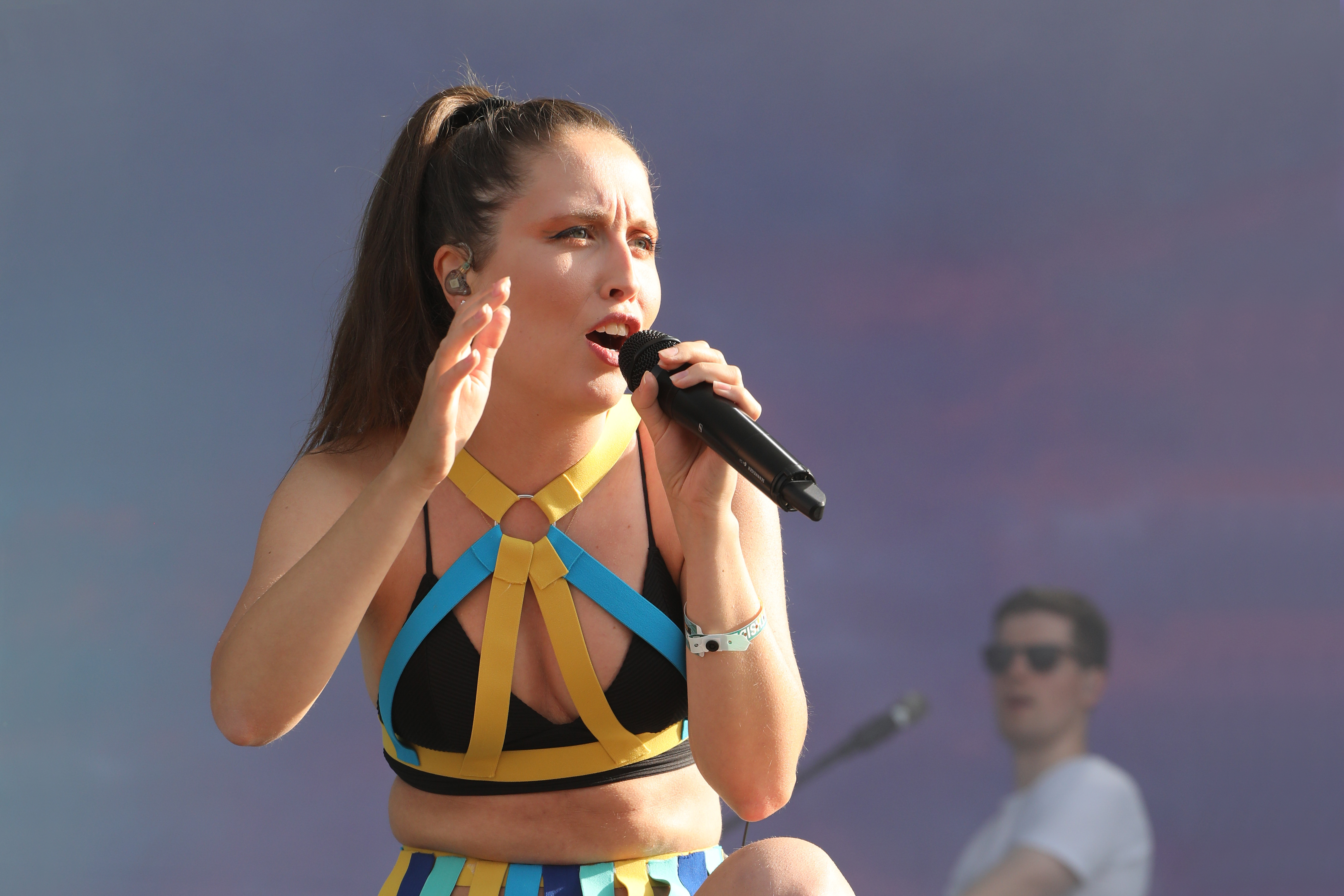
2022년 사우스사이드 페스티벌의 머튼

머튼은 영국 밴드 바스틸의 〈Give me the Future〉 미국 투어에 참여하고 있다. 2022년 하반기에는 두 번째 앨범인 S.I.D.E.S 투어를 통해 유럽 전역의 7개국에서 공연했다. 6월 17일에 《S.I.D.E.S.》가 발매되었다.

## 개인 생활
머튼은 현재 런던에 거주하고 있다.

## 음반 목록

### 정규 앨범
- 《Mint》 (2019)
- 《S.I.D.E.S.》 (2022)

### EP
- 《No Roots》 (2017)
- 《Heron》 (2024)